# Amager VK
Amager Volleyball Klub est un club danois de volley-ball basé à Copenhague, évoluant pour la saison 2020-2021 en Volleyligaen Damer.

## Effectifs

### Saison 2020-2021
| No                                     | Nom                                    | Date de naissance                      | Taille                         | Poids                          | Poste                          |
| -------------------------------------- | -------------------------------------- | -------------------------------------- | ------------------------------ | ------------------------------ | ------------------------------ |
| 1                                      | Thit Eiberg Bak                        | 2 mai 1994                             | 185                            | 69                             | Attaquante                     |
| 2                                      | Carla Günnewig                         | 13 août 1997                           | 189                            |                                | Centrale                       |
| 3                                      | Olivia Von Holstein                    | 19 novembre 1995                       | 170                            |                                | Libero                         |
| 4                                      | Tabitha Schrøder-Knudsen               | 21 décembre 1995                       | 185                            |                                | Attaquante                     |
| 5                                      | Emma Katarina Andersen                 | 5 octobre 1995                         | 175                            |                                | Centrale                       |
| 6                                      | Johanne Emilie Kappel                  | 24 juin 1999                           | 175                            | 62                             | Réceptionneuse-attaquante      |
| 7                                      | Viktoria Andrea Kanyik                 | 30 mars 1994                           | 175                            |                                | Centrale                       |
| 8                                      | Freja Schmidt Mühlendorph Birkemose    | 16 avril 1999                          | 175                            |                                | Réceptionneuse-attaquante      |
| 9                                      | Emilie Munch Gregersen                 | 24 novembre 1995                       | 181                            |                                | Centrale                       |
| 10                                     | Anne Weiß                              | 28 décembre 1992                       | 181                            |                                | Réceptionneuse-attaquante      |
| 11                                     | Tuule Treiberg                         | 30 juin 1995                           | 176                            |                                | Passeuse                       |
| 12                                     | Deborah Campioni                       | 13 mai 1985                            | 166                            |                                | Passeuse                       |
| 13                                     | Fränze Svarre-Lindner                  | 21 juillet 1985                        | 180                            |                                | Centrale                       |
|                                        |                                        |                                        |                                |                                |                                |
| Encadrement technique                  | Encadrement technique                  |                                        | Légende                        | Légende                        | Légende                        |
| Entraîneur : Thomas Bendtsen           | Entraîneur : Thomas Bendtsen           | Entraîneur : Thomas Bendtsen           | : Capitaine                    | : Capitaine                    | : Capitaine                    |
| Entraîneur(s) adjoint(s) : Bjarki Enni | Entraîneur(s) adjoint(s) : Bjarki Enni | Entraîneur(s) adjoint(s) : Bjarki Enni | : Joueuse blessée actuellement | : Joueuse blessée actuellement | : Joueuse blessée actuellement |